# Голям ксенозавър
Големият ксенозавър (Xenosaurus grandis) е вид сухоземно влечуго от семейство Крокодилови гущери (Xenosauridae). Видът е световно застрашен, със статут Уязвим.

## Разпространение
Видът се среща предимно в скалните пукнатини на тропическите гори в Мексико и Гватемала.

## Хранене
Храни се с насекоми.